# Kościelec Kujawski (stacja kolejowa)
Kościelec Kujawski – nieczynna stacja kolejowa w Kościelcu, w gminie Pakość, w powiecie inowrocławskim w województwie kujawsko-pomorskim, w Polsce. Położona na linii kolejowej z Wielowsi Kujawskiej do Inowrocławia. Linia ta została ukończona w 1889 roku. Linia ta została rozebrana w 1965 roku. Budynek dawnej stacji jest częściowo zachowany.